# Салонин
Публије Лициније Корнелије Салонин (лат. Publius Licinius Cornelius Saloninus; рођен 242. године, умро 260. године) био је римски цар 260. године. Његово пуно званично име гласи: IMP CAESAR CORNELIUS LICINIUS SALONINUS VALERIANUS PF INVICTUS AUG.
Салонин је рођен око 242. године. Његов отац, Галијен, касније је постао цар. 258. године Салонин и његов брат Валеријан II, именовани су за цезаре од стране свог оца, цара Галијена и послати у Галију, како би успоставили очеву власт тамо. У том периоду Салонин је живео у Келну.
260. Галијен је узвисио Салонина на ранг савладара, доделивши му титулу августа. Али, узурпатор Постум је убрзо убио Салонина.